# La Bulle (film, 2022)
Pour les articles homonymes, voir Bulle et Bubble.
Ne doit pas être confondu avec La Bulle (film, 1975).
Pour plus de détails, voir Fiche technique et Distribution.
La Bulle (The Bubble) est un film américain réalisé par Judd Apatow et sorti en 2022 sur Netflix.

## Synopsis
En pleine pandémie de Covid-19, une troupe d'acteurs tourne le blockbuster Cliff Beasts 6: The Battle for Everest - Memories of a Requiem. En raison de la crise sanitaire, le plateau de tournage — situé en Angleterre — est soumis à des règles strictes et est quasiment coupé du reste du monde.

## Fiche technique
Sauf indication contraire, les informations mentionnées dans cette section peuvent être confirmées par la base de données cinématographiques IMDb,  présente dans la section « Liens externes ».
- Titre original : The Bubble
- Titre français : La Bulle
- Réalisation : Judd Apatow
- Scénario : Judd Apatow et Pam Brady
- Musique : Andrew Bird
- Costumes : Lynsey Moore
- Photographie : Ben Smithard
- Montage : Dan Schalk et James Thomas
- Production : Judd Apatow

Coproducteurs : Andrew Dawson, Steve Dawson, Tim Inman, Dave King et Judah Miller
Producteurs délégués : Pam Brady, Barry Mendel et Donald Sabourin
- Sociétés d'effets spéciaux : Baked Studios et Industrial Light & Magic
- Société de production : Apatow Productions
- Sociétés de distribution : Netflix
- Budget : n/a
- Pays de production :  États-Unis
- Langue originale : anglais
- Format : couleur - son Dolby Digital - tourné avec des caméras Sony Venice
- Genre : comédie
- Durée : 105 minutes
- Date de sortie[1] :
  - Monde : 1er avril 2022 (sur Netflix)
- Classification[2] :
  - États-Unis : R

## Distribution
- Karen Gillan (VF : Laëtitia Lefebvre) : Carol Cobb
- Iris Apatow (VF : Kelly Marot) : Krystal Kris
- Fred Armisen (VF : Xavier Fagnon) : Darren Eigan, le réalisateur
- Maria Bakalova (VF : Edwige Lemoine) : Anika
- David Duchovny (VF : Georges Caudron) : Dustin Mulray
- Keegan-Michael Key (VF : Serge Faliu) : Sean Knox
- Leslie Mann (VF : Brigitte Aubry) : Lauren Van Chance
- Kate McKinnon (VF : Rafaèle Moutier) : Paula
- Pedro Pascal (VF : Thierry Wermuth) : Dieter Bravo
- Peter Serafinowicz (VF : Lionel Tua) : Gavin, le producteur
- Guz Khan (en) (VF : Emmanuel Garijo) : Howie
- Chris Witaske (en) (VF : Ludovic Baugin) : Josh
- Harry Trevaldwyn (en) (VF : Alexis Tomassian) : Gunther
- Samson Kayo (en) (VF : Lucien Jean-Baptiste) : Bola
- Daisy Ridley (VF : Barbara Beretta) : Kate, l'application de stretching
- John Cena (VF : David Krüger) : Steve
- John Lithgow (VF : Patrick Préjean) : Tom
- Rob Delaney (VF : Emmanuel Curtil) : Marti, l'agent de Carol Cobb
- Vir Das (en) (VF : Donald Reignoux) : Ronjon
- Nick Kocher (VF : Adrien Antoine) : Scott
- Alexander Owen (VF : Jim Redler) : Cyril
- Ben Ashenden (en) (VF : Mathias Kozlowski) : Tim
- Maria Bamford (en) (VF : Dorothée Jemma) : Mme Kris, la mère de Krystal
- Ross Lee (en) (VF : Vincent Ropion) : M. Best
- Austin Ku (VF : Gauthier Battoue) Li
- Donna Air (VF : Dorothée Pousséo) : Susan Howard, la journaliste
- Beck Hansen (VF : Pascal Nowak) : lui-même
- James McAvoy (VF : Alexis Victor) : lui-même

version française réalisée par la société de doublage Dubbing Brothers, sous la direction artistique de Christophe Lemoine, avec une adaptation des dialogues de Carole Tischker.
 Source et légende : version française (VF) sur RS Doublage

## Production
En novembre 2020, il est annoncé que le prochain film de Judd Apatow sera diffusé sur Netflix et qu'il aura pour sujet la production d'un film durant la pandémie de Covid-19.
En février 2021, Karen Gillan, Iris Apatow, Fred Armisen, Maria Bakalova, David Duchovny, Keegan-Michael Key, Leslie Mann, Pedro Pascal ou encore Peter Serafinowicz sont annoncés. D'autres acteurs rejoignent le film le mois suivant : Vir Das (en), Rob Delaney, Galen Hopper, Samson Kayo (en), Guz Khan (en), Nick Kocher, Ross Lee (en), Harry Trevaldwyn et Danielle Vitalis.
Le tournage débute le 22 février 2021 et s'achève le 16 avril 2021. Il se déroule au Royaume-Uni,.

## Sortie
Le 2 mars 2022, Netflix diffuse une bande-annonce mystérieuse d'un film intitulé Cliff Beasts 6: The Battle for Everest: Memories of the Requiem rappelant la franchise Jurassic Park. Il est quelque temps plus tard révélé qu'il s'agit d'un faux teaser pour annoncer la sortie de La Bulle. Le film est diffusé sur Netflix à partir du 1er avril 2022.